# Stay Daddy Stay/I Believe in Fairy Tales
Stay Daddy Stay/I Believe in Fairy Tales è il terzo singolo di Nikka Costa e, ultimo, della trilogia della sua infanzia; pubblicato nel 1983, poco prima della morte del padre, dalla CGD (catalogo 10460) ed estratto dall'album Fairy Tales.

## I brani

### Stay Daddy Stay
Stay Daddy Stay, presente sul lato A del singolo, è la canzone scritta e composta da Danny B. Besquet e Ronnie Jackson. Lo stesso Besquet dirige la sezione ritmica, mentre la direzione archi e fiati è curata da Don Costa.

### I Believe in Fairy Tales
I Believe in Fairy Tales, presente sul lato B del singolo, è la canzone scritta e composta da Teddy Randazzo e Roger Joyce. Gli arrangiamenti e la direzione orchestrale sono, interamente, di Don Costa.
Origine e critica
Secondo alcuni critici, il titolo è concepito come parodia e tributo al folk-rock del Greg Lake di I Believe in Father Christmas.

## Tracce
LATO A
1. Stay Daddy Stay – 3:51 (Danny B. Besquet, Ronnie Jackson; edizioni musicali Besquet Songs)

LATO B
1. I Believe in Fairy Tales – 3:30 (Teddy Randazzo, Roger Joyce; edizioni musicali Teddy Randazzo Music)